# Новогеоргієвка (Казахстан)
Новогео́ргієвка (каз. Новогеоргиев) — село у складі Кизилжарського району Північноказахстанської області Казахстану. Входить до складу Бугровського сільського округу.
Населення — 29 осіб (2021; 77 у 2009, 172 у 1999, 232 у 1989).
Національний склад станом на 1989 рік:
- росіяни — 100 %.